# Ludwig von Österreich (1784–1864)
Ludwig Joseph von Habsburg-Lothringen (* 13. Dezember 1784 in Florenz; † 21. Dezember 1864 in Wien) war österreichischer Erzherzog, General und Politiker.

## Leben
Ludwig war der 11. Sohn Kaiser Leopolds II. und wurde im Alter von acht Jahren Vollwaise. Zu seinen älteren Brüdern zählten Erzherzog Karl, Erzherzog Joseph sowie Erzherzog Johann. Nach einer traditionellen, militärisch orientierten Erziehung unter der Leitung seines ältesten Bruders Kaiser Franz I. diente Ludwig zunächst bei der Armee. Als General-Grenz-Inspektor förderte er ab 1803 den Ausbau der Militärgrenze. 1807 wurde er zum Feldmarschallleutnant ernannt. Er wurde als Corpscommandant in der Schlacht von Abensberg 1809 von Napoleon geschlagen, worauf er seinen Abschied nahm.
Im Winter 1815/16 reiste er gemeinsam mit seinem Bruder Erzherzog Johann nach Frankreich, England und Schottland.
Die schottische Hauptstadt Edinburgh ernannte ihn zum Ehrenbürger.
Nach seiner Rückkehr erhielt er den Titel eines Generalartilleriedirektors. Er vertrat seinen Bruder Kaiser Franz II. (I.), dessen volles Vertrauen er im Gegensatz zu seinen Brüdern genoss, mehrmals und wurde von diesem auch testamentarisch an die Spitze der Geheimen Staatskonferenz berufen. Diese führte von 1836 bis 1848 während der Regierung Ferdinands I. die Staatsgeschäfte. Ludwig wird als wenig entschlussfreudiger und halsstarrer Politiker geschildert.
Der Erzherzog unterstützte als Vertreter des Absolutismus die Politik des Staatskanzlers Metternich. Nach der Märzrevolution 1848, während dieser er Metternich zur Flucht riet, verließ Ludwig auf Drängen seiner Brüder und Erzherzogin Sophie das politische Parkett und zog sich ins Privatleben zurück. 1848 ernannte ihn die Österreichische Akademie der Wissenschaften zu ihrem Ehrenmitglied.
Als letztes lebendes Kind Kaiser Leopolds II. starb Ludwig 1864 in Wien und wurde in der Wiener Kapuzinergruft begraben. Sein Herz wurde getrennt bestattet und befindet sich in der Loretokapelle der Wiener Augustinerkirche.

## Vorfahren
| Ahnentafel von Ludwig von Österreich | Ahnentafel von Ludwig von Österreich                                                              | Ahnentafel von Ludwig von Österreich                                                              | Ahnentafel von Ludwig von Österreich                                                             | Ahnentafel von Ludwig von Österreich                                                                            | Ahnentafel von Ludwig von Österreich                                         | Ahnentafel von Ludwig von Österreich                                             | Ahnentafel von Ludwig von Österreich                                                            | Ahnentafel von Ludwig von Österreich                                                        |
| ------------------------------------ | ------------------------------------------------------------------------------------------------- | ------------------------------------------------------------------------------------------------- | ------------------------------------------------------------------------------------------------ | --- | ---------------------------------------------------------------------------- | -------------------------------------------------------------------------------- | ----------------------------------------------------------------------------------------------- | ------------------------------------------------------------------------------------------- |
| Urur- großeltern                     | Herzog Karl V. Leopold (1643–1690) ⚭ 1678 Eleonore von Österreich (1653–1697)                     | Philipp I. von Bourbon (1640–1701) ⚭ 1671 Liselotte von der Pfalz (1652–1722)                     | Kaiser Leopold I. (1640–1705) ⚭ 1676 Eleonore Magdalene von Pfalz-Neuburg (1655–1720)            | Herzog Ludwig Rudolf von Braunschweig-Wolfenbüttel (1671–1735) ⚭ 1690 Christine Luise von Oettingen (1671–1747) | Ludwig von Frankreich (1661–1711) ⚭ 1680 Maria Anna von Bayern (1660–1690)   | Odoardo II. Farnese (1666–1693) ⚭ 1690 Dorothea Sophie von der Pfalz (1670–1748) | König August II. (1670–1733) ⚭ 1693 Christiane Eberhardine von Brandenburg-Bayreuth (1671–1727) | Kaiser Joseph I. (1678–1711) ⚭ 1699 Wilhelmine Amalie von Braunschweig-Lüneburg (1673–1742) |
| Ur- großeltern                       | Herzog Leopold Joseph von Lothringen (1679–1729) ⚭ 1698 Élisabeth Charlotte d’Orléans (1676–1744) | Herzog Leopold Joseph von Lothringen (1679–1729) ⚭ 1698 Élisabeth Charlotte d’Orléans (1676–1744) | Kaiser Karl VI. (1685–1740) ⚭ 1708 Elisabeth Christine von Braunschweig-Wolfenbüttel (1691–1750) | Kaiser Karl VI. (1685–1740) ⚭ 1708 Elisabeth Christine von Braunschweig-Wolfenbüttel (1691–1750)                | König Philipp V. (1683–1746) ⚭ 1714 Elisabetta Farnese (1692–1766)           | König Philipp V. (1683–1746) ⚭ 1714 Elisabetta Farnese (1692–1766)               | König August III. (1696–1763) ⚭ 1719 Maria Josepha von Österreich (1699–1757)                   | König August III. (1696–1763) ⚭ 1719 Maria Josepha von Österreich (1699–1757)               |
| Großeltern                           | Kaiser Franz I. Stephan (1708–1765) ⚭ 1736 Maria Theresia (1717–1780)                             | Kaiser Franz I. Stephan (1708–1765) ⚭ 1736 Maria Theresia (1717–1780)                             | Kaiser Franz I. Stephan (1708–1765) ⚭ 1736 Maria Theresia (1717–1780)                            | Kaiser Franz I. Stephan (1708–1765) ⚭ 1736 Maria Theresia (1717–1780)                                           | König Karl III. (1716–1788) ⚭ 1738 Maria Amalia von Sachsen (1724–1760)      | König Karl III. (1716–1788) ⚭ 1738 Maria Amalia von Sachsen (1724–1760)          | König Karl III. (1716–1788) ⚭ 1738 Maria Amalia von Sachsen (1724–1760)                         | König Karl III. (1716–1788) ⚭ 1738 Maria Amalia von Sachsen (1724–1760)                     |
| Eltern                               | Kaiser Leopold II. (1747–1792) ⚭ 1765 Maria Ludovica von Spanien (1745–1792)                      | Kaiser Leopold II. (1747–1792) ⚭ 1765 Maria Ludovica von Spanien (1745–1792)                      | Kaiser Leopold II. (1747–1792) ⚭ 1765 Maria Ludovica von Spanien (1745–1792)                     | Kaiser Leopold II. (1747–1792) ⚭ 1765 Maria Ludovica von Spanien (1745–1792)                                    | Kaiser Leopold II. (1747–1792) ⚭ 1765 Maria Ludovica von Spanien (1745–1792) | Kaiser Leopold II. (1747–1792) ⚭ 1765 Maria Ludovica von Spanien (1745–1792)     | Kaiser Leopold II. (1747–1792) ⚭ 1765 Maria Ludovica von Spanien (1745–1792)                    | Kaiser Leopold II. (1747–1792) ⚭ 1765 Maria Ludovica von Spanien (1745–1792)                |
| Ludwig von Österreich                |                                                                                                   |                                                                                                   |                                                                                                  | |                                                                              |                                                                                  |                                                                                                 |                                                                                             |